# Susanne Lehner
Susanne  Irina Kathrin Lehner (* 1985 in Erlangen als Susanne Rothgang) ist eine deutsche Ingenieurin und Inhaberin des Lehrstuhls für Elektrische Energietechnik an der FAU Erlangen-Nürnberg. Ihr Forschungsbereich sind große Energiespeicher, insbesondere Batterien.

## Leben und Wirken
Lehner studierte von 2004 bis 2010 Elektrotechnik, Elektronik und Kommunikationstechnik an der FAU Erlangen-Nürnberg. Sie schloss ihr Studium mit dem Diplom ab. Anschließend arbeitete sie an der RWTH Aachen am Institut für Stromrichtertechnik und Elektrische Antriebe (ISEA). Sie promovierte im Jahr 2017 mit dem Thema Reliability Assessment of Lithium-Ion Battery Systems with Special Emphasis on Cell Performance Distribution. Ihre Arbeit wurde mit der Borchers-Plakette der RWTH Aachen ausgezeichnet.
Im Mai 2017 begann sie bei MAN Energy Solutions SE (ehemals MAN Diesel & Turbo) mit dem Aufbau der Gruppe „Hybrids and Battery Systems“. Ab August 2020 übernahm sie die Leitung der Technologieentwicklung bei MAN Energy Solutions SE.
Seit dem  1. April 2024 ist Susanne Lehner die erste weibliche Lehrstuhlinhaberin im Department Elektrotechnik-Elektronik-Informationstechnik (EEI) der FAU Erlangen-Nürnberg.
Sie ist Mitglied des Kuratoriums des Fraunhofer-Instituts für Gießerei-, Composite- und Verarbeitungstechnik IGCV.

## Veröffentlichungen (Auswahl)
- Patentanmeldung US11973359B2: Moritz Henke, Susanne Lehner: Method and control device for operating a battery system and battery system; Application filed by MAN Energy Solutions SE Nov. 2020, Application granted April 2024
- Patentanmeldung  US11705597B2/en: Susanne Lehner, Carina Kern, Michael Pilawa: Energy storage unit mounting facility and arrangement of the same and multiple energy storage units; Application filed by MAN Energy Solutions SE May 2020, Application granted July 2023
- A. Reiter, S. Lehner, O. Bohlen, D.U. Sauer (2023): A Generic Approach to Simulating Temperature Distributions within Commercial Lithium-Ion Battery Systems, Batteries, 9(10), 522; doi: 10.3390/batteries9100522
- Susanne Rothgang et al:  Battery design for successful electrification in public transport, Energies 2015, 8(7), 6715-6737;  doi:10.3390/en8076715
- T Baumhöfer, M Brühl, S Rothgang, DU Sauer: Production caused variation in capacity aging trend and correlation to initial cell performance, Journal of Power Sources, Volume 247, 1 February 2014, Pages 332–338; doi:10.1016/j.jpowsour.2013.08.108